# 15957 Gemoore
15957 Gemoore este un asteroid din centura principală de asteroizi.

## Descriere
15957 Gemoore este un asteroid din centura principală de asteroizi. A fost descoperit pe 22 ianuarie 1998 la Kitt Peak National Observatory în cadrul proiectului Spacewatch. Asteroidul prezintă o orbită caracterizată de o semiaxă mare de 2,93 ua, o excentricitate de 0,11 și o înclinație de 1,1° în raport cu ecliptica.